# Clear Hills
Clear Hills es un distrito municipal canadiense situado en la provincia de Alberta.

## Superficie
Clear Hills tiene una superficie de 15 025,54 km².

## Demografía
En 2021, tenía 3006 habitantes, una densidad poblacional de 0,2 hab./km², y 1107 viviendas.